# Liste der Monuments historiques in Curtil-Vergy
Die Liste der Monuments historiques in Curtil-Vergy führt die Monuments historiques in der französischen Gemeinde Curtil-Vergy auf.

## Liste der Immobilien
| Bezeichnung            | Beschreibung | Standort                  | Kennzeichnung | Schutzstatus | Datum     | Bild           |
| ---------------------- | --- | ------------------------- | ------------- | ------------ | --------- | -------------- |
| Klosterruine St-Vivant | Benediktinerkloster, zwischen 894 und 918 gegründet, in der zweiten Hälfte des 18. Jahrhunderts komplett erneuert, nach der Französischen Revolution aufgehoben, als Nationalgut verkauft und weitgehend abgebrochen | nördlich des Ortes (Lage) | PA00112775    | Inscrit      | 1992 2018 | weitere Bilder |